# ديميتريوس فوسناكيديس
ديميتريوس فوسناكيديس (14 فبراير 1994 بكوموتيني في اليونان - ) هو لاعب كرة قدم يوناني في مركز الدفاع. شارك مع منتخب اليونان تحت 17 سنة لكرة القدم ومنتخب اليونان تحت 19 سنة لكرة القدم. أما مع النوادي، فقد لعب مع نادي باري ونادي لوكيزي وSSD Savoia 1908 FC ‏.

## روابط خارجية
- ديميتريوس فوسناكيديس على موقع قاعدة بيانات كرة القدم.إي يو (الإنجليزية)
- ديميتريوس فوسناكيديس على موقع Soccerway.com (الإنجليزية)